# 玛柯河乡
玛柯河乡，是中国青海省果洛藏族自治州班玛县下辖的一个乡镇级行政单位。

## 行政区划
玛柯河乡共辖以下地区：
则达牧委会、则多牧委会、玛格勒牧委会。